# Bottmingen
Bottmingen (gsw. Bottmige) – gmina (niem. Einwohnergemeinde) w północnej Szwajcarii, w kantonie Bazylea-Okręg, w okręgu Arlesheim. 31 grudnia 2020 roku liczyła 6 875 mieszkańców.

## Osoby

### związane z gminą
- Roger Federer - tenisista, mieszka tutaj